# Папирии Карбоны
Папи́рии Карбо́ны (лат. Papirii Carbones) — наиболее известная ветвь римского плебейского рода Папириев, представители которой занимали курульные должности, включая пост консула, во II—I веках до н. э.
Первый представитель этой ветви, Гай Папирий Карбон, занимал должность претора в 168 году до н. э. Двое его сыновей, Гай и Гней, были консулами в 120 и 113 году до н. э. соответственно. Третий, Марк, был претором и наместником Сицилии приблизительно в 114 году до н. э. В следующем поколении были один Гней, видный деятель марианской партии, трижды занимавший должность консула (в 85, 84 и 82 годах до н. э.), и по крайней мере двое Гаев — претор 85 или 84 года до н. э. с агноменом Арвина и претор 81 года до н. э. Сыном одного из этих Гаев был претор 62 года до н. э., отец квестора Гая Папирия Карбона.
Почти все Карбоны носили преномены Гай и Гней, что создаёт определённые сложности для исследователей: в ряде случаев трудно отличить одного представителя этой семьи от другого. Наиболее известен трёхкратный консул Гней Папирий Карбон, с которым античные авторы безосновательно отождествляли некоторых его сородичей (как минимум дважды так поступил Валерий Максим). Краткий обзор истории семьи сохранился в одном из писем Марка Туллия Цицерона. Этот автор относился к Карбонам негативно из-за их традиционной приверженности делу популяров.